# Золоторунне
Золотору́нне (каз. Золоторунное) — село у складі Тайиншинського району Північноказахстанської області Казахстану. Входить до складу Алаботинського сільського округу.
Населення — 16 осіб (2021; 112 у 2009, 275 у 1999, 365 у 1989).
Національний склад станом на 1989 рік:
- казахи — 72 %.